# 코나코보

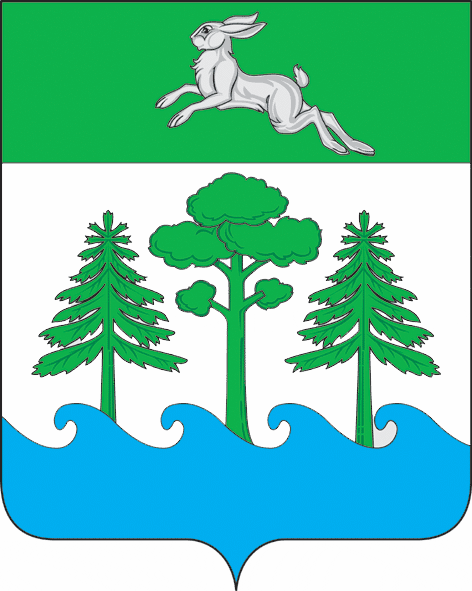
시 문장

코나코보(러시아어: Конако́во)는 러시아 트베리주 남동부에 위치한 도시로,  인구는 42,335명(2002년 기준)이다. 볼가강(이바노보 저수지)과 접하며 트베리(트베리 주의 주도)에서 남동쪽으로 82km 정도 떨어진 곳에 위치한다. 1806년 건설되었으며 1937년 시로 승격되었다.